# Gouvernement Lukonde I
Pour les articles homonymes, voir Gouvernement Lukonde.
Troisième République
Ilunga Lukonde II
Le gouvernement Sama Lukonde, surnommé « Warrior », est le gouvernement de la république démocratique du Congo en fonction du 26 avril 2021 au 24 mars 2023. Le chef du gouvernement est le Premier ministre Jean-Michel Sama Lukonde.
Il s'agit du deuxième gouvernement de la présidence de Félix Tshisekedi .

## Évolution
En décembre 2022, Moïse Katumbi annonce sa candidature à l'élection présidentielle prévue pour 2023. Katumbi annonce aussi le départ de son parti, Ensemble pour la République, de l'Union sacrée, la coalition parlementaire qui soutient le président Tshisekedi. Plusieurs ministres, membres d'Ensemble pour la République, quittent alors le gouvernement Lukonde : Chérubin Okende Senga, Christian Mwando Nsimba et Véronique Kilumba Nkulu.

## Composition
Le gouvernement est composé de :

### Premier ministre
| Image | Fonction         | Nom                      | Parti politique |
| ----- | ---------------- | ------------------------ | --------------- |
|       | Premier ministre | Jean-Michel Sama Lukonde | ACO             |

### Vice-Premiers ministres
| Image | Fonction | Nom                        | Parti politique             |
| ----- | --- | -------------------------- | --------------------------- |
|       | Vice-Premier ministre Ministre de l'Intérieur, de la Sécurité, de la Décentralisation et des Affaires coutumières                    | Daniel Asselo Okito Wankoy | UDPS                        |
|       | Vice-Première ministre Ministre de l'Environnement et du Développement durable                                                       | Ève Bazaiba Masudi         | MLC                         |
|       | Vice-Premier ministre Ministre des Affaires étrangères                                                                               | Christophe Lutundula Apala | Ensemble pour la République |
|       | Vice-Premier ministre Ministre de la Fonction publique, de la Modernisation de l’administration et de l'Innovation du service public | Jean-Pierre Lihau Ebua     | Ex-PPRD/Union sacrée        |

### Ministres d'État
| Image | Fonction                                                                             | Nom                       | Parti politique                    |
| ----- | ------------------------------------------------------------------------------------ | ------------------------- | ---------------------------------- |
|       | Ministre d’État Ministre de la Justice et garde des Sceaux                           | Rose Mutombo Kiese        | Indépendant                        |
|       | Ministre d’État Ministre des Infrastructures et Travaux publics                      | Alexis Gizaro Muvuni      | UDPS                               |
|       | Ministre d’État Ministre du Portefeuille                                             | Adèle Kahinda Mayina      | AFDC                               |
|       | Ministre d’État Ministre du Plan                                                     | vacant                    |                                    |
|       | Ministre d’État Ministre de l’Aménagement du territoire                              | Guy Loando Mboyo          | Agissons pour la République (AREP) |
|       | Ministre d’État Ministre de l’Entrepreneuriat et des Petites et Moyennes Entreprises | Eustache Muhanzi Mubembe  | UNC                                |
|       | Ministre d’État Ministre du Développement rural                                      | François Rubota Masumbuko | ADRP                               |
|       | Ministre d’État Ministre du Budget                                                   | Aimé Boji                 | UNC                                |
|       | Ministre d’État Ministre de l’Urbanisme et de l'Habitat                              | Pius Muabilu Mbayu Mukala | AAA/a                              |

### Ministres
| Image                   | Fonction | Nom                               | Parti politique             |
| ----------------------- | --- | --------------------------------- | --------------------------- |
|                         | Ministre de la Défense nationale et des Anciens Combattants | Gilbert Kabanda Kurhenga          | Indépendant                 |
|                         | Ministre de l’Enseignement primaire, secondaire et technique (EPST) | Tony Mwaba Kazadi                 |                             |
|                         | Ministre de la Santé publique, de l'Hygiène et de la Prévention | Jean-Jacques Mbungani Mbanda      | MLC                         |
|                         | Ministre des Finances | Nicolas Kazadi                    | UDPS                        |
|                         | Ministre des Transports, des Voies de communication et du Désenclavement | vacant                            |                             |
|                         | Ministre de l'Agriculture | Désire Nzinga Bilihanzi           | UDPS                        |
|                         | Ministre de la Pêche et de l'Élevage | Adrien Bokele Djema               | MIP                         |
|                         | Ministre de l'Économie nationale | Jean-Marie Kalumba Yuma           | AFDC                        |
|                         | Ministre de l'Industrie | Julien Paluku Kahongya            | AABC                        |
|                         | Ministre de l'Intégration régionale | Didier Mazenga Mukanzu            | PALU                        |
|                         | Ministre de l'Enseignement supérieur et universitaire (ESU) | Muhindo Nzangi                    | Ensemble pour la république |
|                         | Ministre de la Recherche scientifique et de l'Innovation technologique | José Mpanda Kabangu               | ADRP                        |
| Ministre Didier Budimbu | Ministre des Hydrocarbures | Didier Budimbu Ntubuanga          | Autre vision du Congo       |
|                         | Ministre des Postes, Télécommunications et Nouvelles technologies de l'information et de la communication (PTNTIC)                                                                          | Augustin Kibassa Maliba Lubalala  | UDPS                        |
|                         | Ministre du Numérique | Désiré Cashmir Eberande Kolongele | Indépendant                 |
|                         | Ministre de l'Emploi, du Travail et de la Prévoyance sociale | Ndusi Ntembe                      |                             |
|                         | Ministre des Affaires foncières | Aimé Sakombi Molendo              | UNC                         |
|                         | Ministre des Ressources hydraulique et de l'Électricité | Olivier Mwenze Mukaleng           | Indépendant                 |
|                         | Ministre des Droits humains | Albert Fabrice Puela              |                             |
|                         | Ministère du Genre, de la Famille et des Enfants | Gisèle Ndaya Luseba               | MLC                         |
|                         | Ministre du Commerce extérieur | Jean-Lucien Bussa Tongba          | UDPS                        |
|                         | Ministre des Mines | Antoinette Nsamba Kalambayi       |                             |
|                         | Ministre des Communications et Médias, porte-parole du gouvernement | Patrick Muyaya Katembwe           | PALU                        |
|                         | Ministre des Affaires sociales, des Actions humanitaires et de la Solidarité nationale | Modeste Mutinga Mutushayi         | Ensemble pour la République |
|                         | Ministre de la Formation professionnelle et des Métiers | Antoinette Kipulu Kabenga         | Indépendante (ex-PPRD)      |
|                         | Ministre de la Jeunesse, de l'Initiation à la nouvelle citoyenneté et de la Cohésion nationale                                                                                              | Yves Bunkulu Zola                 | UDPS                        |
|                         | Ministre des Sports et des Loisirs | Serge Tshembo Nkonde              | Ensemble pour la République |
|                         | Ministre du Tourisme | Modero Nsimba Matondo             | ATIC                        |
|                         | Ministre de la Culture, des Arts et du Patrimoine | Catherine Katumbu Furaha          | Indépendante                |
|                         | Ministre des Relations avec le parlement | Anne-Marie Karume Bakaneme        | Alliance                    |
|                         | Ministre déléguée près le ministre des Affaires sociales, des Actions humanitaires, et de la Solidarité nationale chargé des personnes vivant avec handicap et autres personnes vulnérables | Irène Esambo Diata                | UDPS                        |
|                         | Ministre déléguée près le président de la République | Nana Manuanina Kihimba            |                             |

### Vice-ministres
| Image | Fonction                                                                                         | Nom                         | Parti politique |
| ----- | ------------------------------------------------------------------------------------------------ | --------------------------- | --------------- |
|       | Vice-ministre de l’Intérieur, de la Sécurité, de la Décentralisation et des Affaires coutumières | Jean-Claude Molipe Mandongo | MLC             |
|       | Vice-ministre des Affaires étrangères                                                            | Samuel Adubango Awotho      | CNC             |
|       | Vice-ministre de la Justice                                                                      | Amato Bahibazire Mirindi    | UNC             |
|       | Vice-ministre du Plan                                                                            | Crispin Mbadu Phanzu        | AAB             |
|       | Vice-ministre du Budget                                                                          | Elysée Bokumuamua Maposo    |                 |
|       | Vice-ministre de la Défense nationale                                                            | Séraphine Tulugu Kutuna     |                 |
|       | Vice-ministre de l’EPST                                                                          | Aminata Namasiya Bazego     | PCD             |
|       | Vice-ministre de la Santé publique et de la Prévention                                           | vacant                      |                 |
|       | Vice-ministre des Finances                                                                       | Onyege Nsele                |                 |
|       | Vice-ministre des Transports et des Voies de communication                                       | Marc Ekila Likombio         |                 |
|       | Vice-ministre des Mines                                                                          | Godard Motemona Gibolum     |                 |